# Tai A Chau
Tai A Chau (kinesiska: 大鴉洲, 大鸦洲) är en ö i Hongkong (Kina). Den ligger i den västra delen av Hongkong. Arean är 1,2 kvadratkilometer.
Terrängen på Tai A Chau är lite kuperad. Öns högsta punkt är 137 meter över havet. Den sträcker sig 1,7 kilometer i nord-sydlig riktning, och 1,8 kilometer i öst-västlig riktning.